# 셀로판

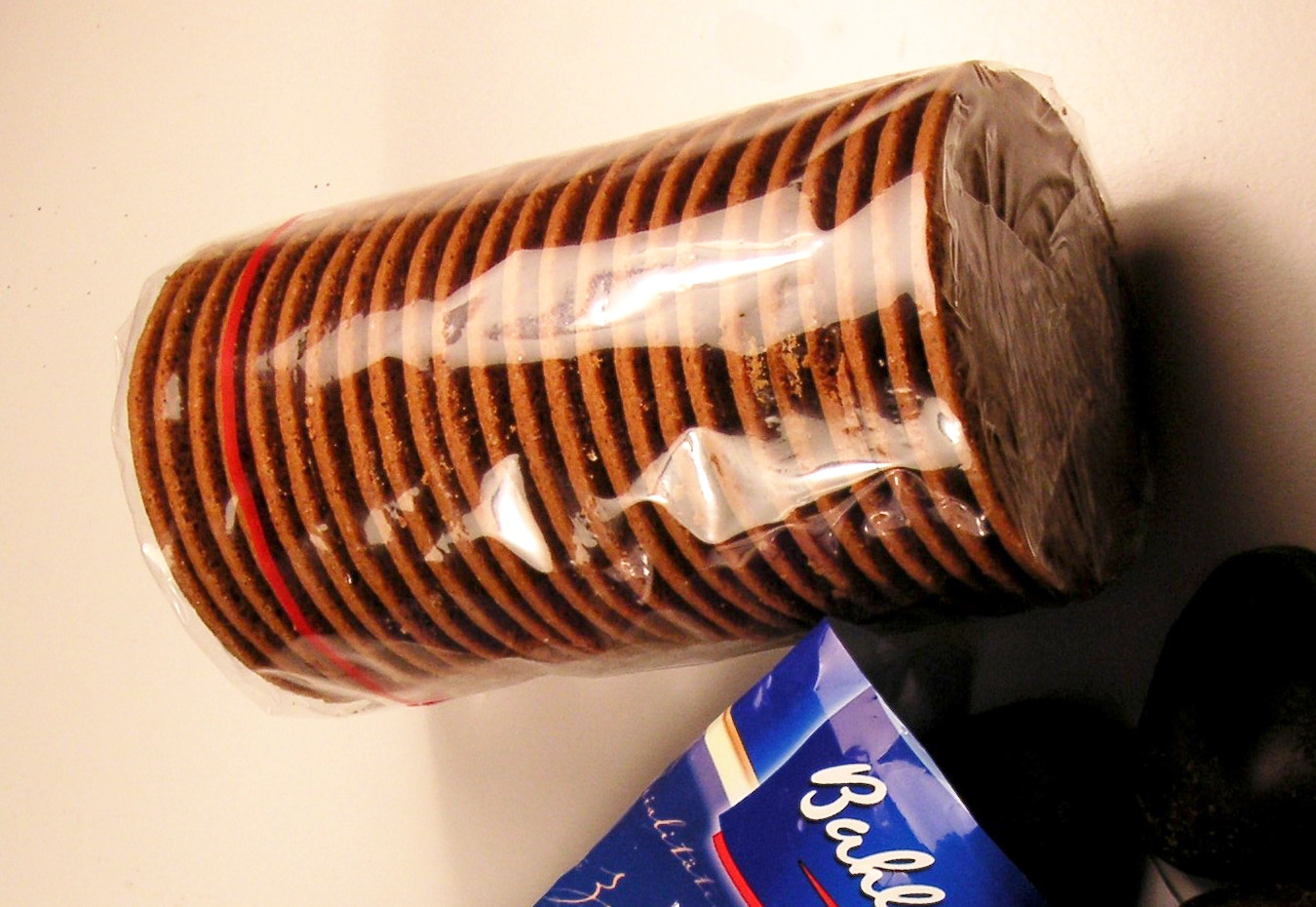
셀로판으로 만들어진 과자포장지.

셀로판(cellophane)은 비스코스로 만든 얇은 막질의 물질이다. 무색 투명하고 유리 모양의 광택이 있다. 주로 빵·사탕·소시지·담배 등의 식품을 포장한다. 셀로판지는 반투막 용지로서 과학실험에 많이 이용된다.

## 같이 보기
- 바이오플라스틱
- 상표의 보통명칭화

## 참고 자료
- 이 문서에는 다음커뮤니케이션(현 카카오)에서 GFDL 또는 CC-SA 라이선스로 배포한 글로벌 세계대백과사전의 내용을 기초로 작성된 글이 포함되어 있습니다.